# Кетрін Бішоп
Кетрін Бішоп  (англ. Catherine Bishop; 22 листопада 1971) — британська веслувальниця, олімпійська медалістка.

## Виступи на Олімпіадах
| Олімпіада    | Дисципліна                      | Місце |
| ------------ | ------------------------------- | ----- |
| Атланта 1996 | вісімка розстібна зі стерновим  | 7     |
| Сідней 2000  | двійка розстібна без стернового | 9     |
| Афіни 2004   | двійка розстібна без стернового | 2     |

## Зовнішні посилання
- Досьє на sport.references.com [Архівовано 9 листопада 2012 у Wayback Machine.]

1. ↑  Bishop